# Famille d'Anvin de Hardenthun
La famille d'Anvin de Hardenthun, d'abord appelée d'Anvin ou de Hardenthun, est une des plus anciennes familles du Boulonnais retrouvée dès le XIIe siècle. Son nom est issu de la commune d'Anvin (Artois) d'où elle est originaire et du fort d'Hardenthun, à Marquise. 
Cette famille maintenue dans sa noblesse le 12 décembre 1699 sur preuves de 1494 a participé à plusieurs batailles majeures dont les batailles de Nicopolis ou d'Azincourt. Elle a fourni deux grands officiers de la couronne, un grand fauconnier et un grand écuyer de France. 
Même après la Révolution, cette famille est restée fidèle à ses principes allant jusqu'à déposer un recours devant le Conseil d'État contre des délibérations de la ville d'Amiens visant à célébrer Voltaire et de donner ainsi le nom de la famille à un arrêt de la haute assemblée : CE. 26-11-1880, D'Anvin d'Hardenthun, d'Hautefeuille et autres c. la ville d'Amiens.
La famille d'Anvin d'Hardenthun est éteinte depuis 1883.

## Armes
Les armes de la famille ont varié au cours du temps pour adopter finalement les suivantes « De sable à la bande d'or chargée d'une violette (ou molette) de sable (au naturel), accompagnée de six (ou huit) billettes d'or ordonnées en orle, trois en chef, trois en pointe ». Ces armes sont quasiment celles d'aujourd'hui de leur fief d'origine Anvin (sur la Ternoise).
Selon René de Belleval, ces armes sont « De sable à la bande d'or, accompagnée de huit billettes de même ». Supports et cimier « Trois lions ".

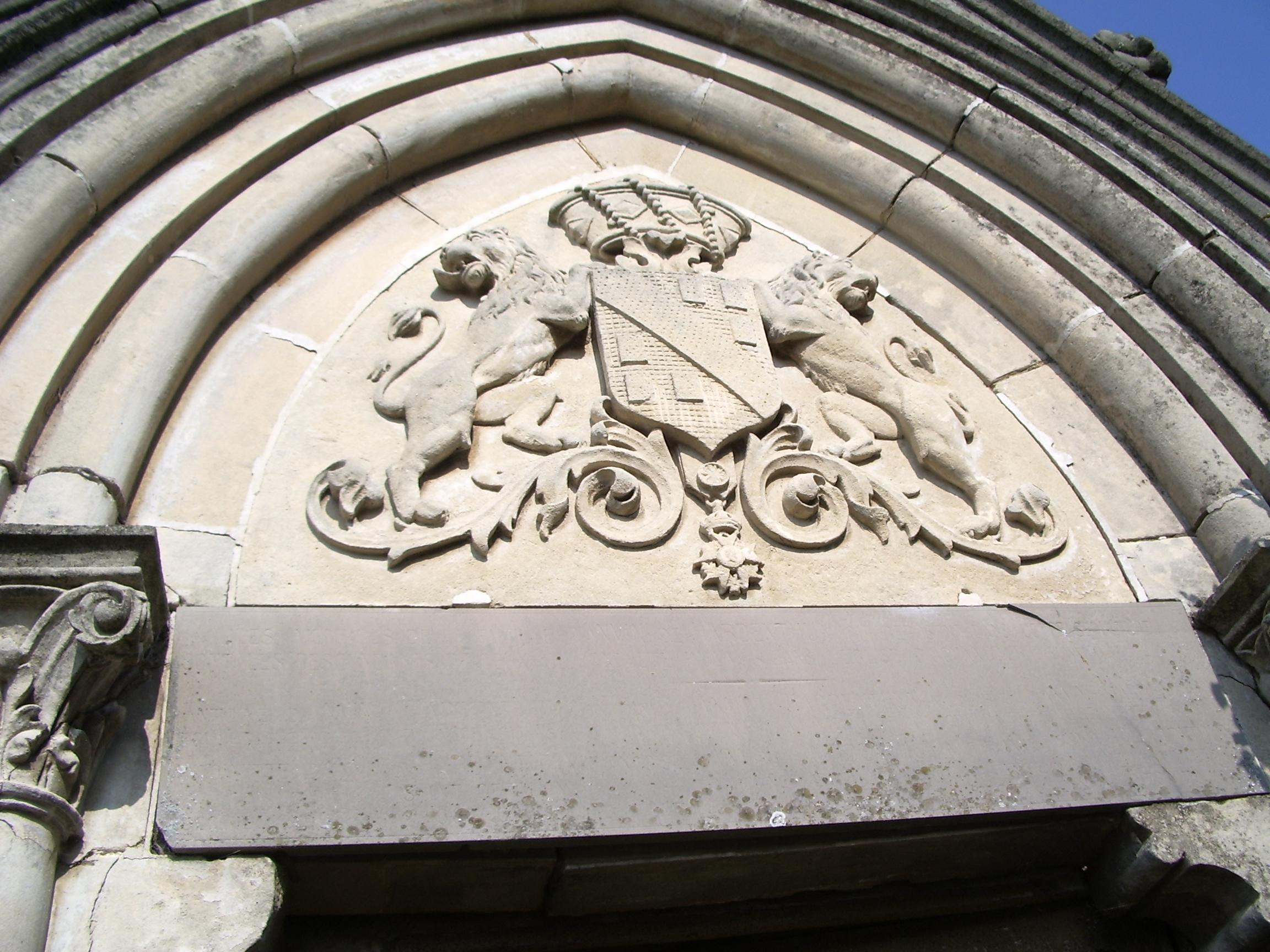
Armes figurant sur le fronton, chapelle du cimetière d'Ochancourt.

## Origines
Les premiers représentants de la famille sont retrouvés au XIIe siècle sur la paroisse d'Anvin dont elle possédait la forteresse.
Les premiers personnages retrouvés sans que la filiation régulière puisse être établie sont des seigneurs d'Anvin.

### Famille d'Anvin sans filiation établie
- Simon d'Anvin, sire d'Anvin, est homme de fief et pair du comté de Saint-Pol-sur-Ternoise en 1149[6]. Il fait partie des barons de Flandre[7]. Il est témoin en tant que tel cette année 1149 d'une donation à l'abbaye de Cercamp[2] confirmée par Thierry d'Alsace comte de Flandre[8].
- Bauduin Ier d'Anvin, chevalier, ayant trois frères en 1151[9].
- Pons ou Poncet ou Ponset d'Anvin, sire d'Anvin, chevalier, participe à la troisième croisade. Une charte datée de Saint-Jean d'Acre en 1191 portant le sceau de Raoul comte de Soissons atteste sa présence[7]. Son écu " de sable à la bande d'or accompagné de six billettes de même rangées en orle"[8] figure dans la deuxième salle des croisades du château de Versailles[5].
- Anceau ou Ancieau d'Anvin, appelé Messire, chevalier, assiste, sous les ordres du sire de Licques, avec d'autres nobles dont Guillaume d'Alembon écuyer (Seigneurs d'Alembon) à la destruction en 1254 du bourg et du château d'Oisy sur les ordres de Marguerite de Constantinople, comtesse de Flandres lors de son affrontement avec Guillaume II, comte de Hollande, roi de Germanie[10]
- Robert d'Anvin, chevalier en 1267[9]. Il est alors dit sire d'Anvin, pair du comté de Saint-Pol-sur-Ternoise et témoin d'une vente de Gilles de Wandonne à l'abbaye d'Auchy[2].
- Enguerrand d'Anvin, chevalier, occupe différentes charges et fonctions : bailli d'Hesdin de 1272 à 1276, (ou 1272 à 1274), bailli de Conches et de Domfront en 1273, bailli de Saint-Omer en 1276 et 1311, bailli de Mehun en 1280 et 1281[9]. En 1276, bailli de Saint-Omer, à la demande de l'abbaye de Licques qu'Arnoul III comte de Guînes n'avait su protéger des agissements des seigneurs d'Hermelinghen, il déclare Arnoul III déchu de la garde de l'abbaye et place celle-ci sous la protection du comte d'Artois[11]. Il est chevalier du comté d'Artois en 1296[2] et nommé par le comte d'Artois (Robert II d'Artois)  le 25 février 1296 pour être un des chevaliers chargés d'assigner 600 livres en terre à Mahaut d'Artois, sa fille[8].
- Louis d'Anvin, écuyer en 1273[9].
- Marguerite d'Anvin, « religieuse femme et honnête demoiselle » en 1281[12].
- Ancel d'Anvin ou Anselme d'Anvin est châtelain de Ruhoult puis de Calais en 1298[7], bailli de Lens pour la comtesse d'Artois en 1308[13] et bailli de Béthune en 1311[9],[14]. Chevalier, il sert en Picardie sous le comte de Saint-Pol (Guy IV de Châtillon-Saint-Pol) avec 4 écuyers en 1314[15]. Il peut être le Ancel d'Anvin, sergent du roi à cheval à Lille en 1339 sous Monseigneur Godemar du Fay[2]. Ancel est contemporain de Guillaume d'Anvin et procède avec lui, sur ordre du comte d'Artois, à un échange de place-forte (voir ci-dessous Guillaume d'Anvin).
- Catherine d'Anvin, dame d'Anvin, héritière de la branche directe, épouse vers 1300 Griffon, seigneur de Rely[16].
- Jean II d'Anvin, bailli d'Avesnes-le-Comte et Aubigny en 1305[9].
- Jakemon d'Anvin, cité dans un acte de vente de juillet 1308[13].
- Bauduin IV d'Anvin dit Baugois, écuyer, et Catherine de Froidmantel, sa mère en août 1327[12], encore vivant en 1337[17].
- Renaut Ier d'Anvin, maître des garnisons du roi pour les châteaux d'Artois en 1348[9].
- Jacques et Huë Dauvin (sic mais de la même famille que le grand fauconnier de France ci-dessous selon le Père Anselme[15]) servent sous Geoffroy de Charny en guerres de Picardie et frontières de Normandie de 1350 à 1352[15].
- Michel Dauvin sert avec un écuyer en Flandres en mai 1351[15].
- Bauduin V d'Anvin, écuyer, capitaine du Fort de Fouquesolles (commune actuelle d'Audrehem) pour le compte de Jehan de Bournonville, chevalier, gouverneur du fort, en 1375 et 1376[12],[18].
- Guille Danvin est écuyer de la compagnie de Jehan Deule, écuyer, passée en revue à Arras le 1er août 1360[19], puis un des huit écuyers de la compagnie d'Orenglois de Rely, revue à Ardres le 1er février 1380[20], il est enfin écuyer de la compagnie d'Enguerrand de Lisques (Licques), écuyer, revue à Corbie le 1er septembre 1380[21].
- Renaud II Dauvin chevalier, se trouve avec 4 écuyers en la ville et château de l'Ecluse pour la garde et sûreté de ces places en avril 1387[15].

### Famille d'Anvin avec filiation établie
La filiation régulière commence avec Bauduin II d'Anvin.

#### Bauduin II d'Anvin
Bauduin II d'Anvin, sire d'Anvin, baron et pair du comté de Saint-Pol-sur-Ternoise en 1232 dans une donation à l'abbaye de Cercamp et en 1239. Il apparait encore, chevalier, seigneur d'Anvin, en 1235 avec son fils Jean d'Anvin, comme co-seigneurs de Bauduin de Bryas, (Famille de Bryas), dans une vente faite par ce dernier à l'abbaye de Saint-Bertin de Saint-Omer. On lui attribue deux enfants :
- Jean Ier d'Anvin qui suit.
- Bauduin III d'Anvin, écuyer en 1248[9].

#### JeanIerd'Anvin
Jean Ier d'Anvin, chevalier, est retrouvé avec son père en 1235 comme dit ci-dessus, et en 1248. Il est le père de Guillaume d'Anvin qui suit.

## Seigneurs de Hardenthun
Hardenthun est un château situé dans le Boulonnais, au sud et sur la commune actuelle de Marquise, très fortifié au fil du temps. La famille d'Anvin de Hardenthun le possède pendant deux siècles puis se fixe dans d'autres lieux, tout en gardant le nom.

### Guillaume d'Anvin
Guillaume d'Anvin, écuyer en 1273 puis chevalier, peut être le Guillaume dit Moreau d'Anvin, Morellus de Avingo, Morello de Avinyo, (c'est-à-dire à la peau foncée), dont les armes en 1297 et 1306 seront celles reprises par la famille. Il est sire de Hardenthun, pair et baron du Boulonnais, châtelain de Ruhoult près de Saint-Omer en 1273, puis châtelain de Calais (il paye différents gages à ce titre en 1296) puis à nouveau de Ruhoult en 1298 et bailli de Béthune au début du XIVe siècle,. Écuyer du comte d'Artois (Robert II d'Artois) en 1279, Guillaume dit Moreau (ou Moriaus ou Morel), est retrouvé dans seize documents ou chartes entre 1273 et 1300 lesquelles montrent sa proximité avec le comte et la confiance que celui-ci lui accorde. Parmi celles ci, peuvent être citées : il s'oblige en novembre de cette année 1279 envers un marchand de Douai pour une fourniture de drap faite au comte. En décembre de cette même année, le comte d'Artois reconnait avoir reçu 200 livres parisis remises par la ville de Saint-Omer à son « amé et féal » Willaume D'Anving qui les lui a portées à l'armée de son cousin le duc de Brabant. En 1282, Guillaume assiste à la vente faite du comté de Guînes par Arnould III de Guînes au roi de France Philippe IV le Bel. En 1285-1286, il figure comme pair du comte d'Artois aux plaids de ce dernier sur un différend entre le comte de Boulogne (Robert VI d'Auvergne) et la commune de cette ville. En 1296, il signe en tant que baron du comté de Boulogne-sur-Mer la donation du comté de Saint-Pol-sur-Ternoise par Hue de Chastillon (Hugues II de Châtillon), comte de Blois à son frère Guy de Chatillon (Guy IV de Châtillon-Saint-Pol). Le 24 avril 1298, le comte d'Artois nomme Moreau d'Anvin son châtelain et garde du château de Ruhoult, et lui fait procéder à un échange de place-forte avec Ansel d'Anvin : Ansel est nommé châtelain de Calais et doit remettre à Guillaume le château de Ruhoult avec toutes ses garnisons et inversement. Et il nomme son « amé chevalier » Moreau d'Anvin pour se rendre à la journée prévue près de Bruges avec les gens de son cousin le comte de Hollande pour régler certaines indemnités dues pour faits de mer. Le 16 janvier 1299, il est bailli de Béthune. Le nom de Guillaume d'Anvin est encore retrouvé en avril 1285 parmi les personnes appelées à témoigner des anciennes coutumes de Boulogne sur Mer. Il a eu deux enfants :
- Philippe d'Anvin qui suit.
- Laurent de Hardenthun premier seigneur de Guisny ci-dessous.

### Philippe d'Anvin
Philippe d'Anvin, chevalier, sire d'Hardenthun, de Sarriquier (Saint-Riquier) et de Maison-Ponthieu, capitaine de Crèvecoeur et de Robarderie, est pair et baron du comte de Boulogne (Robert VII d'Auvergne) en 1321. Il figure la même année en tant que baron du comte d'Artois (Mahaut d'Artois) dans un jugement rendu par celle-ci en faveur de Renaut de Montauban. Il occupe la charge de grand fauconnier de Philippe VI de Valois et de Jean II Le Bon de 1337 à 1353. Il a obtenu le droit de marché et de foire sur ses terres de Sarriquier par lettres du foi (Philippe VI de Valois) de mai 1341,. Il assure également la fonction de prévôt de Montreuil. Il meurt avant 1355.
Il peut être le même personnage que Phelippon d'Anvin, cité dans un acte du 10 février 1320, dans lequel Jacques de la Motte reconnait avoir vendu à l'abbaye de Saint-Bertin différentes redevances qui lui étaient dues à Beuvrequem.
Il peut être le N. de Hardenthun, seigneur dudit lieu, époux d'une demoiselle de Moncravel. On lui attribue deux enfants :
- Jean Ier d'Anvin de Hardenthun qui suit.
- Robert Ier d'Anvin de Hardenthun qui reprend la seigneurie de Guisny ci-dessous après son oncle Laurent de Hardenthun.

### JeanIerd'Anvin de Hardenthun
Jean Ier d'Anvin de Hardenthun, dit Morlet ou Morelet, chevalier, châtelain de Hardenthun en 1350 -1352 et 1355 (il donne quittance de gages en tant que tel pour lui, 4 archers à cheval et 32 sergents à pied servant à la garde du château en juillet 1355,). Capitaine du fort de la Trinité de Caen en 1378, il reçoit paiement en mars 1386 et en janvier 1387 de Guillaume d'Enfermet, trésorier des guerres pour lui, chevalier bachelier, un chevalier bachelier, et 14 écuyers de sa « chambre » servant dans la compagnie de Mons. d'Isques et sous Mons. de Saveuse. Seigneur de Chauverny, de Reclinghem, et de Maison-Ponthieu, lieutenant du roi en Picardie en 1387, (Messire Morlet d'Anvin fait montre à Boulogne le 1er février 1387 avec 10 écuyers de sa compagnie)  et 1393. En août 1390, il reçoit 200 francs d'or du roi (Charles VI) pour ses bons services. Il meurt vers 1393,. Il peut être le Jean d'Anvin, garde du château de Tournehem (où la comtesse d'Artois avait un hôtel) en 1365.
De son mariage avec Jeanne de Fiennes, dame de Heuchin et de Tours-en-Vimeu, veuve de Guy Quiéret, seigneur de Tours-en-Vimeu, sont nés quatre enfants,. Elle est veuve de Jean Ier en 1393.
Jean Ier peut être le N. de Hardenthun, seigneur du dudit lieu, époux (en premières noces? en secondes noces?) d'une demoiselle (Marie?) de Bournonville, née probablement après 1342, fille de Jean de Bournonville, baron de Liannes et de Mahaut de Fiennes. Selon une autre source, l'époux de cette fille de Bournonville serait Christophe de Hardenthun, né vers 1407, mais cela lui ferait une épouse bien âgée. En outre, un frère de cette fille, Baudouin de Bournonville, né vers 1342, mort après 1383, seigneur de Château-Bretèche, épouse à une date non connue une fille de Hardenthun. Il demeure des incertitudes sur ces indications. Quatre enfants naissent de son ou ses mariages :
- Pierre Ier d'Anvin de Hardenthun qui suit
- Guillaume Ier d'Anvin de Hardenthun, seigneur de Maisons-Ponthieu, épouse Yolande d'Auxi (famille d'Auxy). Yolande est la fille de Jean III d'Auxi, sire et ber d'Auxy, seigneur de Fontaines, de Bulles et d'Hangest-sur-Somme, et de Catherine de Melun, dame de Saint-Maurice-sur-Aveyron[31]. Guillaume plaide en 1403 au sujet des biens de Jeanne de Melun, (de la Maison de Melun), dame de Belleval[31]. Ce Guillaume Ier (ou alors Guillaume II ci-dessous?) peut-être, le Guillaume écuyer, chevalier bachelier, écuyer de la compagnie de Messire Pierre de Regnauville, seigneur de Regnauville, qui passe la revue à Montreuil le 1er mai 1410[29]. Du couple sont issus :

1. Jean II d'Anvin de Hardenthun, chevalier, seigneur de Maisons-Ponthieu, tué à la bataille d'Azincourt le 25 octobre 1415. Il avait épousé Marie-Claire des Aveules de Flourans. Le couple est resté sans postérité[24]. Il fait montre à Montreuil en 1410[2].
2. Elisabeth Ire d'Anvin de Hardenthun, épouse Hugues d'Auffay, seigneur d'Auffay et de Verdoin, mort à la bataille d'Azincourt[32].
3. Jacques d'Anvin de Hardenthun, dit Oranglois ou Orangeois ou Oringois ou Ringois, mort à la bataille d'Azincourt en 1415, était écuyer d'écurie et écuyer tranchant de la reine Isabelle dite Isabeau de Bavière, épouse de Charles VI, écuyer tranchant de Madame de Guyenne (Marguerite de Bourgogne, duchesse de Guyenne) en 1407[24],[17], écuyer de Charles VI, serviteur de David de Brimeu (sans doute Brimeux)[33]. Il avait épousé Eleonor de la Folie, dame de Werquin.
  - Leur fille Béatrix d'Anvin de Hardenthun, épouse en 1440 Colart de Bouberch (Boubers), seigneur et vicomte de Bernâtre, Tuncq (Tincques?), La Motte et Neufmez. Il est le fils de Pierre de Boubers, chevalier, seigneur avant son fils des mêmes lieux et de Jeanne de Neufmez[34]. Du couple est issue une postérité encore existante en 1879[17].
  - Leur seconde fille Jeanne Ire alias Radegonde épouse Jacques ou Jean de Marles, seigneur de Marles-les-Montreuil[24]. Cette Jeanne Ire peut être celle qui est l'épouse (en premières noces? en secondes noces?) de Jean Le Fêvre, dit le Galois, seigneur de Saint-Rémy, Avesne, Biencourt et Vincheneul, vivant en 1380 et mort en 1451[35].

(Dans sa première édition datant de 1861-1864, R de Belleval donnait une présentation différente de la descendance de Guillaume Ier : 3 fils : Enguerran, chevalier, allié à Hélène de la Folie père de Béatrix épouse de Colart de Boubers et Marie épouse de Jacques de Marle / Oranglois mort à Azincourt, avec deux filles dont l'aînée épouse Enguerrand de Longueval / Jean chevalier mort à Azincourt).
- Marie Ire (également dite Jeanne[37]) d'Anvin de Hardenthun, dame de Maisons-Ponthieu du fait du décès de ses frères, épouse Jean de Longueval, chevalier, seigneur de Longueval et de Maison-Ponthieu du fait de ce mariage.
- N...., femme de Jean de Fléchin, chevalier, seigneur de Journy[24]. Cette fille se prénommerait également Marie[26].

### PierreIerd'Anvin de Hardenthun
Pierre Ier d'Anvin de Hardenthun, dit Morlet, écuyer puis chevalier, seigneur de Hardenthun, de Reclinghen en 1419 et d'Ochancourt à partir de 1417 jusqu'en 1436, épouse Marie de Sainte-Aldegonde. Il meurt avant 1436,. Le 15 novembre 1415, Morlet de Hardenthun est un des dix écuyers figurant à la revue faite à Boulogne-sur-Mer par Mgr de La Viesville. Il fait en 1417 une donation (trois journaux -Jour (unité de superficie)- de terres) à l'église Saint-Ouen d'Ochancourt pour la fondation de messes de requiem et de basses vêpres pour les âmes de ses père et mère. En 1482, il est dit tayon c'est-à-dire ayant atteint un certain âge. Le couple a dix enfants :
- Christophe Ier d'Anvin de Hardenthun qui suit.
- Jean IV d'Anvin de Hardenthun, auteur de la branche des seigneurs d'Ochancourt ci-dessous après 1450.
- Guy d'Anvin de Hardenthun, chanoine de Liège et d'Aire
- Antoine III d'Anvin de Hardenthun, auteur de la branche des seigneurs d'Estrayelles et de Thubeauville ci-dessous.
- Jeanne II d'Anvin de Hardenthun, abbesse de l'abbaye de Sainte-Austreberthe de Montreuil (Abbaye de Pavilly) en 1481.
- N......, religieuse à la même abbaye.
- Marguerite Ire d'Anvin de Hardenthun, épouse de Jean de La Chaussée d'Eu (Seine-Maritime), chevalier, seigneur dudit lieu, d'Arrest, Grébeaumaisnil, Vicomte d'Eu,
- N....., épouse de Porrus de Noyelles, seigneur de Corbehem.
- Louise Ire d'Anvin de Hardenthun, épouse de Nicolas ou Nicaise d'Aboval, seigneur de Beaucamp[24],[41]. Louise est veuve en 1482[40].
- Nicole Ire d'Anvin de Hardenthun, alliée avant le 16 août 1444 à Jean Le Févre dit le Galois de Saint-Rémy, écuyer, seigneur de Saint-Rémy, Heudelimont, La Vacquerie, Guigny, Blincourt et Vincheneul, mort en 1500 selon De La Gorgue Rosnay[26],[42]. Il est le petit-fils de Jean Ier Le Févre dit le Galois époux de Jeanne Ire ci-dessus[43].

### ChristopheIerd'Anvin de Hardenthun (vers 1407?- après 1473)
Christophe Ier d'Anvin de Hardenthun, écuyer, seigneur de Hardenthun, et de Baudrethun, vivant en 1441 et 1465, épouse Catherine (ou Jacqueline) de Saveuse dont il n'eut qu'une fille Jeanne. Homme d'armes, il est fait chevalier par Philippe Le Bon duc de Bourgogne devant Gand en 1453. En 1473, la baronnie d'Engoudesent (village actuel de Crémarest) lui appartient. Jeanne III d'Anvin de hardenthun lui succède :
- Jeanne III d'Anvin de Hardenthun qui suit.

### Jeanne III d'Anvin de Hardenthun
Jeanne III d'Anvin de Hardenthun, épouse d'abord Baudrain ou Bauduin de la Motte-Bellebrune, seigneur de Bureulles (Burelles?), puis le 31 octobre 1489 à Boulogne-sur-Mer, Georges de Courteheuse, seigneur de Crésecques (hameau de Mametz), et enfin Jean d'Outreteau, seigneur de Hézecques, capitaine de 200 hommes à pied et gouverneur du Crotoy en 1505,.
Faute de descendant mâle, la seigneurie de Hardenthun sort de la famille d'Anvin de Hardenthun.
Vers 1530, une Jeanne de Fléchin, veuve de Nicaise Hourdel, possède les 4/5 de la terre de Hardenthun avec un 1/5 appartenant à un Mahieu de Manneville , écuyer seigneur de Blouerre.
Le domaine de Hardenthun devient la propriété de la famille d'Ostove : en 1553, Jean d'Ostove est seigneur de Hardenthun. Il reste dans cette famille jusque vers 1658, puis passe aux Tutil de Guémy et en 1789 il appartient à Mr de Guémy.
En août 1549, le roi de France Henri II se dirigeant vers Ambleteuse pour en faire le siège, campe à Hardenthun, dont le château tenu par les Anglais ne put résister longtemps.

## Seigneurs de Guisny et de Lamotte-Buleux
La famille possède le fief pendant un peu plus d'un siècle. Le rameau de la famille d'Anvin de Hardenthun seigneurs de Guisny (Guigny) s'éteint en 1468.

### Laurent de Hardenthun
Laurent de Hardenthun, fils de Guillaume d'Anvin, est chevalier, seigneur de Guisny et du Plantin, premier écuyer du corps du roi (grand écuyer de France) Jean (Jean II le Bon) en 1354 (donne quittance d'une rétribution reçue cette année là) . Il épouse Jeanne d'Azincourt. Le couple n'a pas d'enfants. La seigneurie de Guisny passe à Jean de Ricquebourg qui la vend, mais vers 1382 Robert Ier d'Anvin de Hardenthun, neveu de Laurent de Hardenthun, la récupère (retrait lignager : modalité de la féodalité permettant de maintenir les biens d'une famille : un membre d'une famille peut récupérer un bien de la famille sorti de celle-ci, même en cas de vente, au motif de sa plus grande parenté avec l'ancien détenteur).

### RobertIerd'Anvin de Hardenthun
Robert Ier d'Anvin de Hardenthun, fils de Philippe d'Anvin, neveu de Laurent de Hardenthun, dit Morlet, écuyer, tient garnison en son château de Hardenthun en 1375, il est nommé capitaine du fort de Hardenthun, au lieu de Raoul de Saulchoy, écuyer, qui le fut en 1372. Le 1er mars 1379, (ou 1378) il fait montre à Ardres avec 7 écuyers de sa compagnie. En mai 1379, il reçoit paiement de Jehan le Flament, trésorier des guerres pour lui et 7 écuyers de sa compagnie servant en Picardie sous Mons. de Sempy capitaine général de Picardie. Il est en 1380, écuyer, seigneur de Guisny, écuyer du Roi, châtelain de la forêt de Crécy-en-Ponthieu, lieutenant de la maîtrise des eaux et forêts de Ponthieu. En 1383, il est toujours en fonction et reçoit paiement de Jehan le Flament, trésorier des guerres, pour lui et un écuyer de sa compagnie, servant en Picardie et en Flandres, sous Mons. de Sempy. En juillet 1387, il est retrouvé, écuyer de la compagnie de Jehan de Cotenes, écuyer. On lui attribue cinq enfants :
- Jean III d'Anvin de Hardenthun, écuyer sans autre précision, autour de 1400.
- Robert II d'Anvin de Hardenthun, écuyer, sire de Hardenthun en 1395[2], écuyer et grand panetier du Duc de Bourgogne (Philippe II de Bourgogne dit Philippe le Hardi) meurt en 1396 à la bataille de Nicopolis.
- Philippe d'Anvin de Hardenthun, châtelain et garde de la forêt de Crécy, lieutenant de la Maîtrise des Eaux et forêts de Ponthieu en 1399. Il hérite de la terre de Guisny de feu Robert Ier le 26 avril 1398[29] puis elle passe à Guillaume II. Il peut être le Philippe d'Anvin, sire de Hardenthun verdier (officier militaire faisant partie des eaux et forêts) de Bellozanne  dans le pays de Bray (Seine Maritime) en 1353[47].
- Guillaume II d'Anvin de Hardenthun qui suit.
- Alix ou Aélis d'Anvin de Hardenthun, se marie trois fois : avec Enguerrand du Maisgnil (du Maisnil), puis Jean de Tramecourt, écuyer, en 1420 et enfin avec Guérard Aguechin, écuyer[48].

### Guillaume II d'Anvin de Hardenthun
En 1410, son sceau retrouvé au bas de deux actes indique : « l'écu porte une bande chargée d'une molette et accompagnée de six billettes. Pour le heaume : cimier : une tête d'oiseau avec les ailes éplyées. Supports : un griffon à gauche, un léopard à droite ».
Guillaume II d'Anvin de Hardenthun, est écuyer, seigneur de Guisny et de la Motte-Buleux du fait de sa femme, écuyer du duc de Bourgogne, (Jean Ier de Bourgogne ou Jean Sans Peur), châtelain des ville, château et forêt de Crécy en Ponthieu, maître des eaux et forêts de Ponthieu en 1397 et 1410. Il reçoit paiement en janvier et en février 1410 de Pierre Sureau, receveur de Ponthieu. Il épouse Aélis dame de La Motte-Buleux. Guillaume II (ou alors Guillaume Ier ci-dessus) peut-être, le Guillaume, chevalier bachelier, écuyer de la compagnie de Messire Pierre de Regnauville, seigneur de Regnauville, qui passe la revue à Montreuil le 1er mai 1410. le couple a deux enfants :
- Antoine Ier d'Anvin de Hardenthun qui suit.
- Guillaume III d'Anvin de Hardenthun, lieutenant des eaux et forêts de Ponthieu jusqu'en 1464[48],[4].

### AntoineIerd'Anvin de Hardenthun
Antoine Ier d'Anvin de Hardenthun, écuyer, seigneur de Guisny et de La Motte-Buleux, lieutenant de la maîtrise des eaux et forêts de Ponthieu châtelain de la forêt de Crécy en Ponthieu en 1430, est gouverneur de Saint-Valéry en 1442 et assiste au siège du Crotoy en 1440.
Il peut être le Antoine de Hardenthun, seigneur de Bouchasnes fait chevalier en 1437 par le duc de Bourgogne Philippe le Bon. Il épouse Claude des Aneules, fille d'Arnoul des Aneules, seigneur de Florens, et de Marie de Croendeborg. Il meurt avant le 27 juillet 1440, date à laquelle sa veuve épouse Colart de Mailly (Maison de Mailly), seigneur de Blangy-sur-Somme, Conty, Hancel, Fontenay-en-Parisis, le Plessis-Gassot, sénéchal de Vermandois. Du mariage naissent deux enfants :
- Antoine II d'Anvin de Hardenthun qui suit[4].
- Nicole II d'Anvin de Hardenthun, dame de Buffu, épouse Jean Le Fèvre de Saint-Rémy, dit le Galois, écuyer, lieutenant du château d'Abbeville[4]. Cette indication due à René de Belleval doit être prise avec réserves : en réalité l'épouse de Jean le Fèvre de Saint-Rémy semble bien être Nicole Ire ci-dessus fille de Pierre Ier dit Morlet.

### Antoine II d'Anvin de Hardenthun
Antoine II d'Anvin de Hardenthun, écuyer, seigneur de Guisny et de La Motte-Buleux, lieutenant général des eaux et forêts en Picardie en 1462 et 1485, a un fils Robert III. Il donne la terre de Guisny à ce fils Robert III. Il signe une pièce datant du 14 juillet 1462 attestant du versement de ses gages à un sergent de la forêt de Crécy par le receveur du duc de Bourgogne en Ponthieu. En mars 1467, en tant que lieutenant des eaux et forêts, il vend des pièces de bois.

### Robert III d'Anvin de Hardenthun
Robert III d'Anvin de Hardenthun, écuyer, seigneur de Guisny, meurt en 1468 ou 1470 sans postérité. Son père Antoine II reprend la terre de Guisny en 1470.
La mort de Robert sans héritier mâle met fin aux Anvin de Hardenthun seigneurs de Guisny.

## Seigneurs d'Estrayelles
La famille possède le fief pendant environ un siècle. Le rameau de la famille d'Anvin de Hardenthun seigneurs d'Estrayelles (Estrayelles était une commune indépendante intégrée depuis dans celle de Camblain l'Abbé) s'éteint au XVIe siècle.

### Antoine III d'Anvin de Hardenthun (?-1472?)
Antoine III d'Anvin de Hardenthun, fils de Pierre Ier d'Anvin de Hardenthun, fonde la branche des seigneurs d'Estrayelles et Thubeauville. Il teste en 1472.
Il épouse Jeanne de Saint-Martin, dite Nazard, dame d'Estrayelles, (la sœur de Jeanne, Antoinette, épouse le frère d'Antoine III, Jean IV, seigneur d'Ochancourt). Quatre descendants sont issus du mariage :
- Christophe II d'Anvin de Hardenthun qui suit.
- Guillaume IV d'Anvin de Hardenthun qui fonde la branche des seigneurs de Thubeauville.
- Jean V d'Anvin de Hardenthun, prêtre vers 1450.
- Agnès d'Anvin de Hardenthun, vivante en 1464[54].

### Christophe II d'Anvin de Hardenthun
- Christophe II d'Anvin de Hardenthun, chevalier, seigneur d'Estrayelles, Reclinghem, La Sotterie, la Guerroyerie, Samaurie, épouse le 19 mars 1485 Jacqueline (ou Catherine[26] ou Marguerite[55]) de Renty, fille de Baudouin III de Renty, dit Le Moine, et de Marguerite du Mont[54]. Le couple a trois enfants :

- Jean VI d'Anvin de Hardenthun qui suit.
- Marguerite II d'Anvin de Hardenthun, demoiselle d'Hardenthun, épouse vers 1509, L.J. Myannay, écuyer, seigneur de La Motte, d'Estrées, et de La Court d'Aire (à Delettes)[56].
- Isabeau Ire d'Anvin de Hardenthun, sans autre renseignement[54].

### Jean VI d'Anvin de Hardenthun
Jean VI d'Anvin de Hardenthun, écuyer, seigneur d'Estrayelles en 1519 est père de Françoise Ire d'Anvin de Hardenthun,. Il peut être le Jeannet d'Anvin de Hardenthun, archer sous Monsieur de Humières en 1529 ou encore le Jean D'Anvin de Hardenthun, archer sous Monseigneur le Dauphin (probablement François de France) en 1534.

### FrançoiseIred'Anvin de Hardenthun
Françoise Ire d'Anvin de Hardenthun, dame d'Estrayelles, épouse Robert le Comte, seigneur d'Acy, puis se marie vers 1521-1530, avec François de Louvigny, écuyer, gouverneur du château d'Etaples. Elle est probablement la même que la dénommée Jeanne de Hardenthun, dame de Reclinghem, vivante en 1553, alliée à François de Louvigny, selon De La Gorgue Rosnay. Voir également Françoise II fille de Pierre II seigneur d'Ochancourt, également mariée à un François de Louvigny ci-dessous, selon René de Belleval. Les dates correspondant, il peut s'agir de la même personne, fille de Jean VI ou de Pierre II.
La seigneurie d'Estrayelles sort ainsi de la famille d'Anvin de Hardenthun.

## Seigneurs de Thubeauville
Le rameau de la famille d'Anvin de Hardenthun seigneurs de Thubeauville (Thubeauville est un hameau de la commune de Parenty) s'éteint au XVIe siècle. La famille a possédé le fief pendant environ cinquante ans.

### Guillaume IV d'Anvin de Hardenthun
Guillaume IV d'Anvin de Hardenthun, fils d'Antoine Ier d'Anvin de Hardenthun, fonde la branche des seigneurs de Thubeauville. Il épouse Marguerite de Courteville. Deux enfants naissent du mariage :
- Valeran d'Anvin de Hardenthun qui suit.
- Nicaise d'Anvin de Hardenthun, chanoine de Montreuil[48].

### Valeran d'Anvin de Hardenthun
Valeran d'Anvin de Hardenthun, écuyer, seigneur de Thubeauville, épouse Ursumelle (ou Ursule) de La Roche. Il comparait avec la noblesse du Boulonnais en 1550. Il est probablement le Wallérand, archer sous Monsieur de Sénarpont, à Boulogne en 1554. Il a trois enfants de son épouse :
- Guillaume V d'Anvin de Hardenthun, écuyer, sans postérité.
- Claude d'Anvin de Hardenthun épouse d'abord le 14 janvier 1565 Jean de l'Espine, écuyer, puis se marie en 1579 avec Sébastien de Rentières, seigneur de Campval, lieutenant de la maréchaussée à Abbeville[26].
- Jossine d'Anvin de Hardenthun contracte mariage avec Adrien de La Mouillère, écuyer, seigneur de Passart[48].

Faute de descendants masculins, la seigneurie de Thubeauville sort de la famille d'Anvin de Hardenthun.

## Seigneurs d'Ochancourt
Au XVe siècle, un rameau des Anvin de Hardenthun se fixe dans le Vimeu à Ochancourt (département de la Somme, arrondissement d'Abbeville).
La famille possède la principale seigneurie du village (dite Ochancourt) (il en existe trois dans la paroisse) jusqu'au XVIIIe siècle et un temps la seconde (dite Ochancourt-Boubers).
Les Anvin de Hardenthun seigneurs d'Ochancourt vont progressivement établir des liens, par les mariages notamment, avec la Normandie.
Ochancourt restera le lieu d'ancrage de la famille : même lorsqu'ils ne possèderont plus la seigneurie du lieu au XVIIe siècle, les Anvin de Hardenthun continueront d'être inhumés dans l'église du village ou dans la chapelle sépulcrale édifiée spécifiquement au XIXe siècle. Une branche de la famille originaire des seigneurs d'Ochancourt va durer au-delà de la Révolution française voir ci-dessous.
Le 1er Anvin de Hardenthun seigneur d'Ochancourt a été Pierre Ier ci-dessus, à partir de 1417. Il donne la seigneurie à son fils Jean IV.

### Jean IV d'Anvin de Hardenthun
Jean IV d'Anvin de Hardenthun, fils de Pierre Ier seigneur d'Hardenthun, écuyer, seigneur d'Ochancourt en 1460, épouse Antoinette de Saint-Martin, dite Nazard qui est la sœur de Jeanne épouse d'Antoine III, seigneur d'Estrayelles, son frère. Le couple a eu deux enfants
Jean IV se distingue en reprenant à son compte les terres données par son père à l'église d'Ochancourt. On leur connait deux enfants :
- Pierre II d'Anvin de Hardenthun qui suit.
- Jeanne IV d'Anvin de Hardenthun alliée à Robert d'Outreteau[41].

(Dans sa 1re édition de 1861-1864, R. de Belleval donnait pour prénom à la fille de Jean IV, Marguerite alliée vers 1490 à Nicolas de La Roque).

### Pierre II d'Anvin de Hardenthun (mort en 1550?)
Pierre II d'Anvin de Hardenthun, dit Morlet, né à Ochancourt, écuyer, seigneur d'Ochancourt de 1494 à 1550, d'Ochancourt-Boubers, de Prévôt, d'Herly en Boulonnais. Il avait épousé le 17 janvier 1494 Madeleine de Framezelles. Le 16 juillet 1482, ce Pierre dit Pierrequin, déclare devant les échevins de Montreuil, vouloir rétablir la donation faite par son grand-père Pierre Ier d'Anvin de Hardenthun en faveur de l'église d'Ochancourt, en rendant les terres « usurpées » par Jean Ier d'Anvin de Hardenthun. Le couple a eu six enfants, :
- Gérard d'Anvin de Hardenthun, écuyer, seigneur et prévôt d'Herly, épouse Marie de Vignacourt, dont il n'eut qu'un fils Charles d'Anvin de Hardenthun, mort jeune[41]. Il peut être le Guérard d'Anvin de Hardenthun, homme d'armes des ordonnances sous Messire Artus de Moreuil en 1526 et le Guérard, homme d'armes sous Monsieur de Créquy en 1536[29].
- Adrien IIer d'Anvin de Hardenthun, écuyer, seigneur d'Ochancourt-Boubers en 1560, allié à Marguerite Le Roy de Huville. Le couple a une fille uniquement.
  1. Hélène Ire d'Anvin de Hardenthun, dame d'Ochancourt-Boubers, épouse François de Roussé, écuyer, seigneur d'Escarbotin. La seigneurie d'Ochancourt-Boubers sort ainsi de la famille[41],[57].
- Antoine IV d'Anvin de Hardenthun qui suit.
- Louise II d'Anvin de Hardenthun, épouse Jean de La Croix, écuyer.
- Isabeau II d'Anvin de Hardenthun, femme d'abord de Nicolas Au-Costé (famille originaire d'Abbeville), écuyer, seigneur de Bouillancourt, puis d'Antoine de La Haye en 1563.
- Françoise II d'Anvin de Hardenthun, alliée d'abord à Pierre Blondel, écuyer, seigneur de La Hauteaume puis à François de Louvigny, selon René de Belleval[41]. À noter Françoise Ire, fille de Jean VI seigneur d'Estrayelles, également mariée à un François de Louvigny. Les dates correspondant, il peut s'agir de la même personne, fille de Jean VI ci-dessus ou de Pierre II.

### Antoine IV d'Anvin de Hardenthun (mort en 1585?)
Antoine IV d'Anvin de Hardenthun, né à Ochancourt, écuyer, seigneur d'Ochancourt de 1550 à 1580, épouse par contrat le 21 mars 1550 Marie de La Motte, convoqué à l'arrière-ban en 1557, teste le 23 septembre 1585. Le couple a quatre enfants :
- André d'Anvin de Hardenthun qui suit.
- Thibaut d'Anvin de Hardenthun, écuyer, mort avant 1602.
- Pierre III d'Anvin de Hardenthun, auteur de la branche qui dura au-delà de la Révolution française, voir ci-dessous.
- Hélène II d'Anvin de Hardenthun se marie le 26 mai (ou mars[58]) 1584 (ou 1586) par contrat avec Nicolas Danzel, écuyer, seigneur de Beaulieu, guidon de la compagnie d'hommes d'armes de Mr de Rambures, tué en duel à Gamaches le 18 juin 1620 par Paul de Belleval, écuyer, seigneur de la Neufville[41],[59].

### André d'Anvin de Hardenthun (mort en 1610?)
André d'Anvin de Hardenthun, né à Ochancourt, écuyer, seigneur d'Ochancourt de 1580 à 1610, épouse Marie Du Quesne ou Duquesne. Trois enfants naissent de l'union :
- Marc d'Anvin de Hardenthun qui suit.
- Catherine d'Anvin de Hardenthun épouse le 16 septembre 1633 Jacques Legrand.
- Anne Ire d'Anvin de Hardenthun se marie d'abord le 4 octobre 1643 avec Oudart Le Bel, écuyer, seigneur de Bournel, puis avec Charles de Bavyn, seigneur d'Assigny[59]. Elle est probablement la Anne de Hardenthun dont le nom figure sur la cloche de Cayeux-sur-Mer datant de 1602[60].

### Marc d'Anvin de Hardenthun (mort en 1649)
Marc d'Anvin de Hardenthun, né à Ochancourt, est écuyer, seigneur d'Ochancourt de 1610 à 1649, allié à Madeleine de Bosquiel. Il meurt le 27 juillet 1649. Son inhumation a lieu dans l'église d'Ochancourt (il est a priori le premier d'Anvin de Hardenthun ainsi enterré dans l'église).

### HiéromeIerd'Anvin de Hardenthun (1637-1671)
Hiérome (Jérôme) Ier d'Anvin de Hardenthun, (1637-1671), né à Ochancourt, fils unique de Marc, écuyer, seigneur d'Ochancourt de 1649 à 1671, meurt le 14 février 1671, à l'âge de 34 ans, inhumé dans l'église d'Ochancourt.
Il épouse par contrat du 1er décembre 1664 Françoise de Polhoy. À sa mort, le 1er août 1699, elle le rejoint dans l'église, malgré son remariage en 1682 avec Henri de Dampierre, seigneur de Millancourt,. Sept enfants naissent du mariage :
- Jérôme II d'Anvin de Hardenthun, écuyer, seigneur de Maisonneuve, meurt sans postérité.
- Adrien II d'Anvin de Hardenthun décède sans s'être marié.
- Alexis d'Anvin de Hardenthun, devient curé de Renouart (Le Renouard) en Normandie.
- Françoise III d'Anvin de Hardenthun, religieuse à Epagne (département de l'Aube)
- Marie II Anne d'Anvin de Hardenthun, dame d'Ochancourt, épouse le 9 juin 1692 Nicolas du Mesnil, écuyer, seigneur de Fiennes.
- Madeleine Ire d'Anvin de Hardenthun se marie le 22 novembre 1693 ou 1695[62] avec Nicolas Bernard, écuyer, seigneur de Nullemont.
- Jeanne V d'Anvin de Hardenthun, devient la femme de Jean-Baptiste Le Seigneur, conseiller au bailliage d'Orbec[59].

Par le mariage de Marie II Anne, héritière de la seigneurie d'Ochancourt, celle-ci sort de la famille d'Anvin de Hardenthun en 1692. Néanmoins, plusieurs membres de la famille continueront de se faire inhumer dans l'église du village.

## Après la Révolution française
Contrairement à de nombreuses familles nobles disparues à la suite de la Révolution française, la famille d'Anvin de Hardenthun continua d'exister après celle ci. Cette branche de la famille remonte à Pierre III d'Anvin de Hardenthun, fils d'Antoine IV d'Anvin de Hardenthun et de Marie de La Motte ci-dessus.

### Origine

#### Pierre III d'Anvin de Hardenthun
Pierre III d'Anvin de Hardenthun, fils d'Antoine IV et de Marie de la Motte, né à Ochancourt, est écuyer, gendarme de la compagnie du duc de Chaulnes en 1635. Il épouse par contrat du 25 juin 1598 Antoinette Baude de Pont, veuve de Roland de La Rocque. Sept enfants naissent du mariage :
- Antoine V d'Anvin de Hardenthun qui suit.
- Charles Ier d'Anvin de Hardenthun, meurt à l'armée, laissant de Noëlle Fournier, sa maîtresse, un fils illégitime Nicolas.
- Nicolas d'Anvin de Hardenthun, écuyer, mort le 17 avril 1651.
- Adrien III d'Anvin de Hardenthun, écuyer.
- Marie III d'Anvin de Hardenthun, sans autre renseignement (morte jeune?).
- Anne II d'Anvin de Hardenthun, épouse le 6 juillet 1638, Jean de Sainte-Aldegonde, écuyer, seigneur de Noircames.
- Françoise IV d'Anvin de Hardenthun, femme d'Antoine Ozenne, seigneur de Noirville[59],[64].

#### Antoine V d'Anvin de Hardenthun (1603-1663)
Antoine V d'Anvin de Hardenthun, (1603-1663), écuyer, mort le 12 septembre 1663, est inhumé dans l'église d'Ochancourt, à l'âge de 60 ans. Il avait épousé par contrat du 17 (ou du 25) juillet 1637, Antoinette de Saint-Germain, (1622-1687), morte le 26 janvier 1687, âgée de 65 ans, également enterrée dans l'église d'Ochancourt. Le couple a eu sept enfants :
- Adrien IV d'Anvin de Hardenthun, écuyer, chevau-léger sous le comte de Saint-Paul, tué au siège de Douai le 17 juillet 1667.
- Armand François d'Anvin de Hardenthun, écuyer, mort sans postérité.
- Antoine VI d'Anvin de Hardenthun qui suit.
- Madeleine II d'Anvin de Hardenthun, sans autre renseignement.
- Anne III d'Anvin de Hardenthun, épouse le 9 ou le 19 février 1677 par contrat François Danzel, écuyer, veuf de Jeanne de la Garde, seigneur de Villedan, maintenu dans sa noblesse le 31 décembre 1701, mort à Aigneville le 19 mai 1712[66] (lien avec Nicolas Danzel époux en 1584 d'Hélène II, grand-tante d'Anne III?).
- Marie-Thérèse d'Anvin de Hardenthun, femme d'Adrien Ozenne (lien probable avec Antoine Ozenne, époux de Françoise IV, tante de Marie-Thérèse, ci-dessus?).
- Agathe Ange d'Anvin de Hardenthun, épouse André de Mailly (maison de Mailly), écuyer, seigneur de Bréauté[64].

#### Antoine VI d'Anvin de Hardenthun (1650-1723)
Antoine VI d'Anvin de Hardenthun, (1650-1723), né et mort à Ochancourt, écuyer, maintenu dans la noblesse une première fois le 16 mars 1671 par arrêt du Conseil d'État (Conseil du roi de France), puis le 12 décembre 1699 par jugement de l'intendant de Picardie, Bignon, sur preuves remontant à Pierre II d'Anvin de Hardenthun seigneur d'Ochancourt en 1494, décède le 19 mai 1723, à l'âge de 73 ans, inhumé dans l'église d'Ochancourt. Il avait épousé par contrat du 25 juin 1682 Françoise du Mat (ou du Mont), (1648-1731), morte le 30 octobre 1731, à l'âge de 83 ans. Du mariage naissent huit descendants :
Deux fils d'Antoine VI d'Anvin de Hardenthun (Jean VII et François Nicolas) se distinguent en épousant deux sœurs (Antoinette et Marie-Anne Danzel) qui sont leurs cousines germaines de surcroît.
- Jean VII Antoine d'Anvin de Hardenthun, écuyer, seigneur du Candas, lieutenant dans les milices de Picardie, sans postérité. Il avait épousé le 22 mars 1725 Antoinette Danzel, sa cousine germaine (fille de François Danzel et d'Anne III d'Anvin de Hardenthun)[66]
- François Nicolas d'Anvin de Hardenthun qui suit.
- Marie-Louise Françoise d'Anvin de Hardenthun, religieuse à l'Hôtel-Dieu d'Abbeville.
- Françoise V d'Anvin de Hardenthun, se marie le 26 mai 1712 avec Louis-Charles de Maucquois, écuyer, seigneur de Chauvigny.
- Anne IV Françoise d'Anvin de Hardenthun, sans autre renseignement.
- Antoinette Elisabeth d'Anvin de Hardenthun, sans autre renseignement.
- Marie-Jeanne d'Anvin de Hardenthun, sans autre renseignement.
- Charlotte Thérèse d'Anvin de Hardenthun, épouse le 4 mai 1724 Claude de Boessel, chevalier, seigneur de Parfondeval, major de garde-côtes[64].

#### François Nicolas d'Anvin de Hardenthun (1684-1770)
François Nicolas d'Anvin de Hardenthun, (1684-1770), écuyer, seigneur du Candas, (probablement hérité de son frère aîné), nait le 8 octobre 1684 et meurt le 25 novembre 1770, à l'âge de 86 ans. Il est inhumé dans l'église d'Ochancourt,. René de Belleval, à une autre page de son livre, le nomme Nicolas François d'Anvin, chevalier, seigneur de Hardenthun mais Hardenthun n'appartenait plus à la famille en 1728, date de son premier mariage.
il se marie deux fois, d'abord le 23 mai 1728 avec Marie-Anne Danzel, (1682-1761), sa cousine germaine (fille de François Danzel et d'Anne III d'Anvin de Hardenthun), puis le 18 juin 1762 (à 78 ans) avec Marie-Barbe le Mire. Sa première épouse, décédée le 2 décembre 1761, à l'âge de 79 ans, est également enterrée dans l'église d'Ochancourt. Les deux mariages donnent naissance  à quatre enfants :
- Charles II Nicolas d'Anvin de Hardenthun qui suit (après 1789).
- Jean-François Marie d'Anvin de Hardenthun, nait le 27 décembre 1766 et meurt le 15 octobre 1786.
- Jean-Baptiste Philippe d'Anvin de Hardenthun qui suit après son frère aîné.
- Antoine VII François d'Anvin de Hardenthun, sans alliance[64],[54].

### Après 1789

#### Charles II Nicolas d'Anvin de Hardenthun (1765-1809)
Il nait le 22 février 1765.
Une croix dans le cimetière d'Ochancourt portait l'inscription : ci-git le corps de Charles Nicolas François d'Anvin de Hardenthun, chevalier, sieur du Candas, mort sans alliance à Abbeville le 16 octobre 1809, à l'âge de 43 ans (la croix a été dessinée en 1889). La croix fut ensuite supprimée et les ossements recueillis dans la nouvelle chapelle de la famille. L'acte de décès enregistré à Abbeville le 17 octobre 1809 indique la mort de Charles Nicolas François Danvin, (la Révolution française ayant aboli les titres de noblesse, on aménage les noms de famille pour ne plus faire apparaître les dits titres et particules), dit Dutandu (?), propriétaire, domicilié à Abbeville, né à Ochancourt, fils de Nicolas François Danvin et de Marie Barbe Madeleine Lemire.

#### Jean-Baptiste Philippe d'Anvin de Hardenthun (1771-1809)
Jean-Baptiste Philippe d'Anvin de Hardenthun, frère de Charles II Nicolas ci-dessus, nait posthume le 14 janvier 1771 à Ochancourt et meurt à Abbeville le 3 octobre 1809. Il épouse le 27 décembre 1794 Marie Charlotte Mélanie Le Mire, sa cousine germaine.
Un monument funéraire (inscription tumulaire) situé dans le cimetière d'Ochancourt indiquait en 1889 : ci-gisent les corps de messire Jean-Baptiste Philippe d'Anvin de Hardenthun, chevalier, officier d'infanterie au régiment de Bervick, mort à Abbeville le 3 octobre 1809, à l'âge de 38 ans et de dame Marie Mélanie Charlotte Lemire de Sorel, son épouse, morte à Abbeville le 25 mars 1824, à l'âge de 46 ans. Les ossements ont été recueillis dans la nouvelle chapelle familiale. Son décès a été enregistré à Abbeville le 4 octobre 1809, sous le nom de Jean-Baptiste Philippe Danvin, propriétaire, domicilié à Abbeville, né à Ochancourt le 14 janvier 1771, fils de Nicolas François Danvin et de Marie Barbe Madeleine Lemire, époux de Marie Charlotte Mélanie Lemire. Le décès de son épouse a été enregistré à Abbeville le jour de sa mort, sous le nom de Marie Charlotte Mélanie Lemire de Sorel, (en 1824, sous la Restauration, on donne à nouveau les noms avec leurs particules), 45 ans, veuve de Jean-Baptiste Philippe d'Anvin de Hardenthun, écuyer. Elle est née à Abbeville le 3 mai 1778, fille de Charles Antoine Philippe Lemire de Sorel, avocat et de Dame Elizabeth Mélanie Clémence Quantin.
Le couple a eu neuf enfants. Trois particularités sont à noter dans cette descendance : trois des frères sont les derniers représentants masculins de la lignée, trois sœurs épousent trois frères et enfin l'homogamie de ces mariages : les filles épousent toutes des gardes du corps du roi.
- Frédéric d'Anvin de Hardenthun qui suit.
- Jean VIII Adolphe Jules d'Anvin de Hardenthun qui suit en dessous de son frère aîné
- Alfred d'Anvin de Hardenthun (1807-1842), jumeau d'Alphonse ci-dessous, sa tombe se trouvait également dans le cimetière d'Ochancourt : tombe, portant les armoiries de la famille, d'Alfred d'Anvin de Hardenthun, chevalier, ancien officier aux lanciers de Navarre, sous le règne du roi Charles V d'Espagne (Charles de Bourbon, non pas roi mais prétendant au trône d'Espagne sous le nom de Charles V), mort à Drap ou à Vast (Comté de Nice) en Sardaigne, le 21 avril 1842 dans sa 35e année, sans alliance[72].
- Alphonse d'Anvin de Hardenthun, dernier représentant masculin de la famille, qui suit en-dessous de ses frères.
- Marie-Antoinette Mélanie d'Anvin de Hardenthun, (1796-1859), alliée le 21 octobre 1824 à Marie-Edouard de Brossard de Saint-Hilaire, garde du corps du Roi.
- Clémence Tarsile d'Anvin de Hardenthun, (1790-?) alliée en septembre 1821 à Marie-Jacques Henri de Brossard de Saint-Hilaire, garde du corps du Roi.
- Louise III Aline d'Anvin de Hardenthun, (1800-1870), mariée le 22 juin 1832 à Marie Joseph Auguste de Brossard de Saint-Hilaire, garde du corps du Roi.
- Adèle d'Anvin de Hardenthun, morte en 1802
- Elisabeth II d'Anvin de Hardenthun, (1806-1900), nait à Abbeville le 19 juin 1806, alliée le 13 octobre 1828 à François Auguste de Roton, garde du corps du Roi[54]. Elle meurt à Ochancourt le 11 juin 1900, à l'âge de 93 ans, enregistrée le lendemain sous le nom de Elisa Marie[73].

#### Frédéric d'Anvin de Hardenthun (1802-1871)
Frédéric d'Anvin de Hardenthun, baron (1er titre de baron dans la famille) d'Anvin de Hardenthun, nait le 23 décembre 1802 et meurt le 12 mai 1871 à Ochancourt, sans alliance, ancien garde du corps du roi Charles X. Il possède le château de la Neuville-Gouvion, commune de Conteville, près de Gaillefontaine en Seine-Maritime. En tant que garde du corps du roi, il accompagne Charles X qui vient d'abdiquer le 2 août 1830, jusqu'à Cherbourg (Cherbourg-en-Cotentin), où celui-ci embarque pour l'Écosse. Il se démène pour que son frère Jean Adolphe Jules se voir officialiser sa légion d'honneur (voir ci-dessous). La famille possède une propriété au bord de la mer, dans un lieu non précisé. D'opinion royaliste, en 1843, il fait partie des souscripteurs, essentiellement royalistes, qui financent un monument érigé en mémoire des princes de Condé à Saint-Leu (Saint-Leu Taverny?).
Frédéric d'Anvin de Hardenthun, (ou un de ses frères ci-dessous), participe autour de 1834 à une souscription lancée afin d'établir l'histoire d'Abbeville, où vivait son père, le souscripteur étant désigné sous les termes de « D'Anvin de Hardenthun, propriétaire à Abbeville ».
Il participe également en 1852 avec ses deux frères au projet de la société des Antiquaires de Picardie d'élever un monument à la mémoire de Pierre l'Ermite, prédicateur de la première croisade.
Héritier de la longue lignée des Anvin de Hardenthun, il veille à défendre le nom de la famille : en 1855, il communique à la société des Antiquaires de la Morinie un document relatif à Guillaume d'Anvin évoqué ci-dessus et datant de 1279, et en 1869, il demande à ce qu'une charte datant du XIIe siècle d'Anselme de Campdavaine comte de Saint-Pol et mentionnant un Bauduin d'Anvin soit enregistrée aux Archives nationales.

#### Jean VIII Adolphe Jules d'Anvin de Hardenthun (1804-1856)
Il est lui aussi le fils de Jean-Baptiste Philippe d'Anvin de Hardenthun et de Marie Charlotte Mélanie Le Mire de Sorel, indiqués ci-dessus.
D'abord enterré dans le cimetière d'Ochancourt sous le monument funéraire déjà évoqué ci-dessus, commun à ses parents et à lui-même, le tombeau a été ensuite supprimé, les ossements recueillis et déposés dans la chapelle sépulcrale familiale,. L'acte de décès enregistré à Amiens le 12 février 1856 précise les données à son sujet : chevalier, né à Abbeville le 5 octobre 1804, ancien garde du corps du roi Charles X, chevalier de la Légion d'honneur en 1854, officier de cavalerie, compagnie de Luxembourg, fils de Jean-Baptiste Philippe d'Anvin de Hardenthun et de Marie Charlotte Mélanie Lemire de Sorel, époux de Marie Victoire Amélie de Brandt, 51 ans propriétaire. Lors de la déclaration de sa naissance notée sous le nom de Danvin, le jour même de celle-ci (5 octobre 1804 ou 13 vendémiaire an 13), son père domicilié à Abbeville, déclare vivre du revenu de ses biens.
Jean VIII Adolphe Jules possède une résidence rurale au château de La Chapelle, commune de Lachapelle (Somme) près de Poix-de-Picardie. Il souscrit lui aussi en 1843 au monument élevé en la mémoire des princes de Condé à Saint-Leu comme son frère le baron d'Anvin de Hardenthun et en 1852 au projet de monument en l'honneur de Pierre l'Ermite.
Son dossier à la Légion d'honneur montre que Jean VIII Adolphe Jules rencontra des difficultés, liées aux évènements, pour pouvoir porter cette décoration. Il entre dans l'armée à l'âge de 18 ans, commence sa carrière au 11e régiment de chasseurs à cheval le 2 novembre 1822, devient brigadier le 2 janvier 1824, et passe maréchal des logis le 9 septembre 1825. Le 27 mars 1828, il entre dans le corps des gardes du corps du roi de 3e classe, équivalent à sous-lieutenant, dans la compagnie de Luxembourg. Lors de la Révolution de 1830 (Trois Glorieuses), il est blessé d'un coup de feu à la jambe gauche le 29 juillet en défendant l'hôtel des gardes du corps du roi. Le roi Charles X le fait chevalier de la Légion d'honneur par ordonnance royale le 1er août 1830. Une lettre d'avis tenant provisoirement lieu de brevet est établie à Rambouillet par le major général, son supérieur hiérarchique, mais l'acte, remis à son frère Frédéric également garde du corps du roi, du fait de l'hospitalisation de Jean Adolphe Jules à l'hôpital de la Charité, n'est pas enregistré en raison de l'abdication de Charles X le lendemain. À la suite du changement de régime politique (monarchie de Juillet), les gardes du corps du roi Charles X sont licenciés et placés en congé illimité quelques jours plus tard, percevant une demi-solde. Jean Adolphe Jules porte la croix, marque de sa décoration, pendant quelque temps mais apprenant que ce droit ne lui est pas reconnu par le nouveau gouvernement, il cesse de la faire. Blessé dans son honneur, considérant que sa décoration est valable, il refuse de présenter une demande pour obtenir une nouvelle nomination. Son frère Frédéric intervient à sa place, tout en demandant le rétablissement de leur nom de famille, le nom figurant sur l'extrait de naissance, un des documents de base pour obtenir la décoration, étant Danvin et non d'Anvin de Hardenthun. Finalement, par décret impérial (le régime en place est le second Empire) du 5 octobre 1854, il obtient officiellement le grade de chevalier de la Légion d'honneur (en même temps que cinq autres personnes dans la même situation que lui) pour trente et une années de service (8 en activité, 23 en demi-solde) et une blessure, après avoir été admis à faire valoir ses droits à la retraite à compter du 1er janvier 1853. La décoration est remise par le préfet de la Somme Victor Du Hamel le 13 janvier 1855, à un de ses frères le représentant, lui-même étant empêché (malade après un accident qui l'empêche notamment d'écrire selon la version officielle donnée par son frère? ou s'estimant toujours bafoué dans son honneur d'obtenir ce que selon lui il possède déjà et donc désireux de marquer cette mauvaise humeur par son absence ?).
Jean VIII Adolphe d'Anvin de Hardenthun, meurt sans postérité à Amiens le 11 février 1856 dans sa 51e année, trois ans après avoir obtenu la liquidation de sa pension de retraite,.

#### Alphonse d'Anvin de Hardenthun (1807-1883)
Alphonse d'Anvin de Hardenthun nait à Abbeville le 20 octobre 1807. Également fils de Jean-Baptiste d'Anvin de Hardenthun et de Marie Charlotte Mélanie Le Mire de Sorel, et jumeau d'Alfred mort en 1842, il est le dernier représentant masculin de la famille.
Baron d'Anvin de Hardenthun après la mort de son frère aîné Frédéric, officier supérieur de cavalerie : lieutenant au 12e dragons puis capitaine en 1847, chef d'escadron au 10e dragons du 31-10-1859 au 24-1-1861, commandant du dépôt de remonte (établissement de soins de chevaux pour la cavalerie) de Bec-Hellouin en 1861, il est fait chevalier de la Légion d'honneur le 2 octobre 1850, puis officier de la Légion d'honneur le 27 décembre 1861.
Il contribue avec ses frères au projet de monument en faveur de Pierre l'Ermite en 1852 et en 1863 à la souscription lancée par la même société des Antiquaires de Picardie pour financer l'achèvement et la décoration du musée Napoléon à Amiens. À cette date, son frère aîné, baron d'Anvin de Hardenthun, vivant encore, il est dit chevalier.
Il participe en novembre 1871 à la souscription lancée pour la reconstruction du palais et des bureaux de la Légion d'honneur, incendiés le 23 mars 1871.
Il donne à l'église d'Ochancourt en juillet 1876, un vitrail encore existant en 1931.
Alphonse d'Anvin de Hardenthun est un personnage qui a des convictions et qui les défend : les 21 février et 14 mai 1878, le conseil municipal d'Amiens vote des délibérations prévoyant une participation de 100,00 francs aux frais de la fête du centenaire de Voltaire à Paris, et une dépense de 2 000,00 francs pour organiser une fête publique à Amiens en l'honneur du philosophe. Le préfet prend des arrêtés approuvant ces délibérations. Frédéric d'Anvin de Hardenthun et d'autres habitants (propriétaires) contribuables de la ville attaquent les délibérations et arrêtés devant le Conseil d'État pour excès de pouvoir en s'appuyant sur deux motifs : la dépense n'a pas de caractère communal et elle s'associe à une manifestation ayant selon eux un caractère politique (il s'agit probablement du véritable motif du recours, les dépenses restaient limitées et aucune imposition ou emprunt n'avait été prévue pour les financer). Par arrêt du 26 novembre 1880, le Conseil d'État rejette le recours au motif que les requérants ne justifient pas d'un intérêt direct et personnel leur permettant d'attaquer ces délibérations et arrêtés. L'arrêt est entré dans l'histoire sous le nom du premier requérant : CE 26 novembre 1880, Anvin de Hardenthun et autres.
Il est admis comme membre titulaire non résidant à la société des antiquaires de Picardie en 1882.
D'opinion conservatrice, voire royaliste comme ses frères, il soutient financièrement diverses causes liées à cette tendance politique : soutien en 1873 aux « Carlistes (Carlisme) réfugiés et persécutés », participation en 1881 à une souscription lancée pour « la défense de la liberté religieuse et des pères de famille ».
Alphonse d'Anvin de Hardenthun meurt à Amiens le 20 mai 1883, à l'âge de 75 ans, sans alliance. Il avait légué cette année là à la ville d'Abbeville sa bibliothèque, soit 300 ouvrages formant 566 volumes, essentiellement d'héraldique mais aussi d'histoire de France, ou concernant le département de la Somme, ou encore d'horticulture et d'agriculture. En outre, ses héritiers ont accepté de confier à la même ville les anciens papiers de famille ayant valeur historique, soit 12 volumes.
Dernier représentant masculin des Anvin de Hardenthun, avec lui s'achève la lignée de la brillante famille.

## Non reliés
- Leuvin de Hardenthun, arbalétrier de la compagnie de Mahieu de Pomelain, écuyer, le 15 décembre 1369[98].
- Robinet de Hardenthun, (peut être le même que Robert Ier d'Anvin de Hardenthun ci-dessus), écuyer de la compagnie de Perceval d'Enneval, chevalier le 1er septembre 1380[46].
- Simon de Hardenthun est un des écuyers de la compagnie de messire Lermite du Pont-de-Rémy, chevalier, passée en revue à la baie de Permelle le 14 septembre 1385 et à l'Ecluse le 1er décembre 1388[99].
- Marie de Hardentun, épouse d'Antoine de Norhout, seigneur de Northout, Bayenghem et de Noyelles, mort en 1402 (voir Bayenghem-lès-Éperlecques).
- Renaud de Hardenthun, chevalier de l'Étoile, se distingue dans les armes de 1390 à 1400[29].
- Jeanne d'Anvin de Hardenthun, alliée à Nicolas de Bournonville, chevalier, seigneur de Rinquessent (Rinxent?), et Crontes, mort en 1504[29],[100].
- Joachine de Hardenthun, dame de la Riverie à Alincthun, vivante en 1601, épouse Jacques Pascal, trésorier du Boulonnais, puis David Regnard, seigneur de Limoges[26]. En 1595, elle est veuve de Jacques Pascal, et épouse de Pierre Le Clerc, bourgeois de Calais[101].